# Cevins
Cevins é uma comuna francesa na região administrativa de Auvérnia-Ródano-Alpes, no departamento da Saboia. Estende-se por uma área de 32.66 km². Em 2010 a comuna tinha 740 habitantes (densidade: 22,7 hab./km²).